# Henryk Gołębiewski (Politiker)

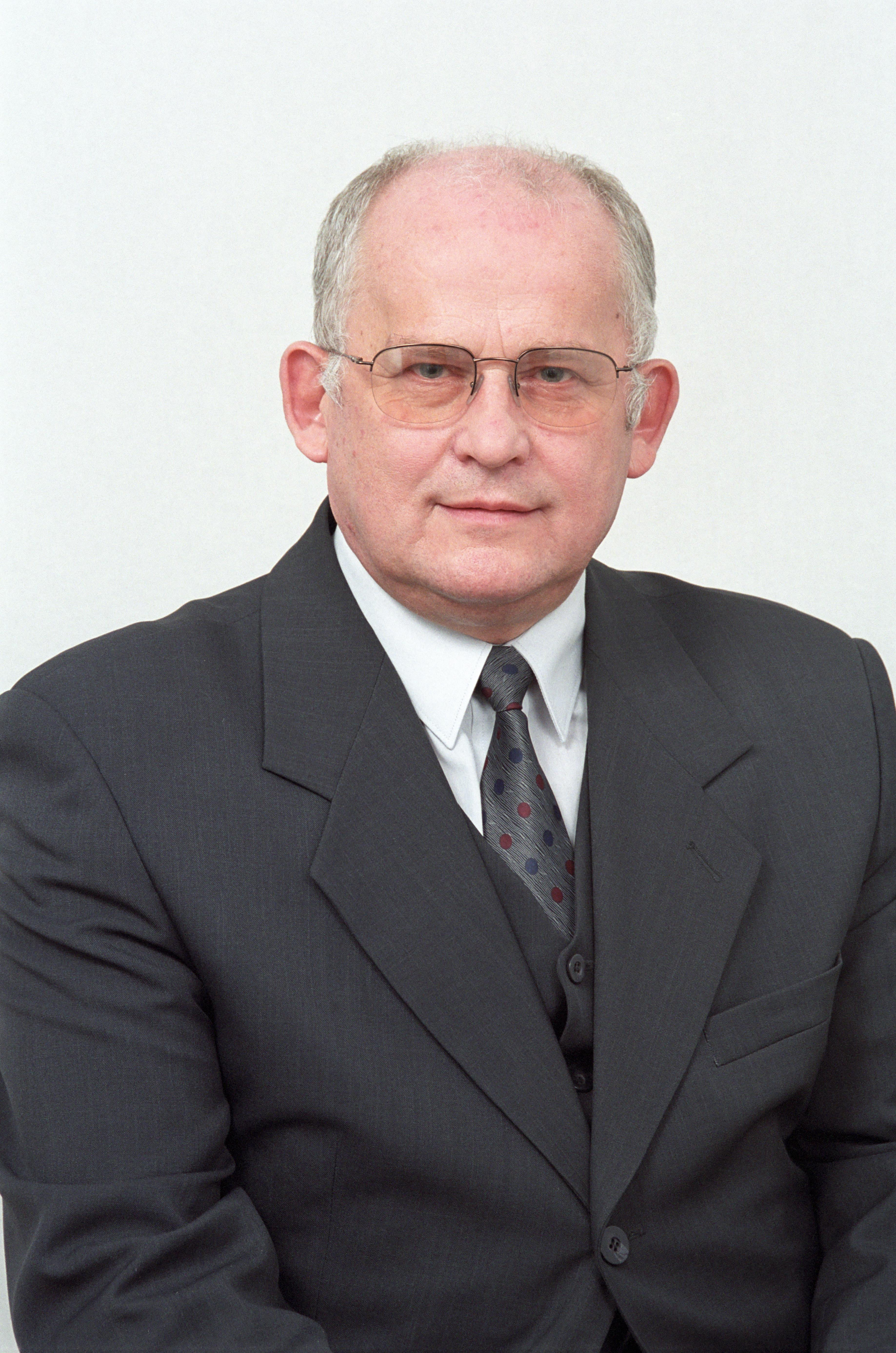
Henryk Gołębiewski (2001)

Henryk Gołębiewski (* 22. Juli 1942 in Lubowidz) ist ein polnischer Politiker (PZPR, SLD). Er war 2004/05 Staatssekretär im Ministerium für Erziehung und Sport. Von 2001 bis 2003 gehörte er dem Senat der Republik Polen an und von 2005 bis 2011 war er Abgeordneter des Sejm in der V. und VI. Wahlperiode.

## Leben und Beruf
Gołębiewski schloss 1968 sein Studium an der Fakultät für Maschinenbau an der Technischen Hochschule Breslau (Wrocław). Er arbeitete als Lehrer an der Schule für Mechanische Berufe in Wałbrzych und war dort erst stellvertretender Schulleiter und dann Schulleiter. In den Jahren 1982 bis 1984 war er Leiter des Büros der Woiwodschaftsverwaltung des Vereins der Kinderfreunde in Wałbrzych. Seit 1991 ist er auch Vorsitzender des Hauptvorstandes der Polnischen Jugendherbergsgesellschaft.

## Politik
Von 1985 bis 1990 war Gołębiewski, der in der Zeit der Volksrepublik der regierenden Polnischen Vereinigten Arbeiterpartei angehört hatte, Stadtpräsident von Wałbrzych. In den Jahren 1990 bis 1993 leitete er die Abteilung für Kultur, Sport und Tourismus der Woiwodschaft Wałbrzych. Anschließend war er von 1993 bis 1997 Woiwode der Woiwodschaft Wałbrzych. Danach wurde er wieder Kommunalpolitiker, wurde Stellvertretender Stadtpräsident und Sekretär der Stadt (1998–2000) und Sekretär der Stadt Wałbrzych (2000–2001). Bei den Selbstverwaltungswahlen 1998 wurde er für die Sojusz Lewicy Demokratycznej (SLD) Abgeordneter des Sejmik der neugebildeten Woiwodschaft Niederschlesien in der ersten Wahlperiode.
Innerhalb der SLD gehörte er dem niederschlesischen Woiwodschaftsvorstand der Partei an. 2001 wurde er für den Wahlkreis Wałbrzych in den Senat der Republik Polen gewählt. Er legte dieses Mandat im Januar 2003 wegen der Wahl zum Woiwodschaftsmarschall der Woiwodschaft Niederschlesien nieder. Die Funktion des Woidschaftsmarschalls erfüllte er bis 2004. Im selben Jahr wurde er zum Staatssekretär im Ministerium für Erziehung und Sport ernannt.
Bei der Parlamentswahl 2005 wurde er über die Liste der SLD in den Sejm gewählt. 2007 wurde er mit 10.664 Stimmen erneut Abgeordneter über die Liste des Wahlbündnisses Lewica i Demokraci (LiD), an dem sich die SLD beteiligt hatte. Er war stellvertretender Vorsitzender der Sejm Kommission für Erziehung, Wissenschaft und Jugend, sowie Mitglied der Kommission für Umweltschutz. Am 22. April 2008 wechselte er in die Fraktion Lewica. Bei der Parlamentswahl 2011 kandidierte er nicht erneut. 2014 verließ er die SLD und unterstützte bei den Selbstverwaltungswahlen den Kandidaten der Platforma Obywatelska für das Amt des Stadtpräsidenten von Wałbrzych.

## Ehrungen
- 1997 Offizierskreuz des Ordens Polonia Restituta[4]
- 2005 Kommandeurskreuz des Drei-Sterne-Ordens[5]